# A2Z
『A2Z』（エイ・トゥ・ズィ）は、山田詠美による日本の小説。「小説現代」（講談社）の1999年11月号に掲載後、2000年1月1日に同社から単行本が刊行され、2003年1月15日に講談社文庫で文庫化された。
「AからZまでの26文字にこめられた、大人の恋のすべて」を謳う恋愛小説。
山田は本作で第52回読売文学賞小説賞を受賞している（同時受賞は 伊井直行『濁った激流にかかる橋』）。
2023年2月3日より、Amazonプライム・ビデオにて配信ドラマ化された。

## 登場人物
澤野夏美
老舗大手出版社に勤める文芸編集者。
森下一浩
夏美の夫。同業他社の文芸編集者。1年以上付き合っている女性がいると夏美に告白する。
坂上成生
郵便局員。夏美と恋に落ちる。

## 書誌情報
- 山田詠美『A2Z』
  - 単行本：2000年1月01日、講談社、ISBN 978-4-06-209952-3
  - 文庫本：2003年1月15日、講談社文庫、ISBN 978-4-06-273623-7

## 配信ドラマ
共同テレビにより製作され、2023年2月3日よりAmazon Prime Videoで全10話が一挙配信された。主演は深田恭子。

### キャスト

#### 主要人物
澤野夏美
演 - 深田恭子
老舗大手出版社に勤める文芸編集者。
森下一浩
演 - 田中圭
夏美の夫。同業他社の文芸編集者。1年以上付き合っている女性がいると夏美に告白する。
坂上成生
演 - 片寄涼太（GENERATIONS）
郵便局員。夏美と恋に落ちる。

#### 周辺人物
橘今日子
演 - 木南晴夏
夏美と高校時代からの親友。大学の民俗学講師。
時田仁子
演 - 大塚寧々
夏美の会社の先輩編集者。
永山翔平
演 - 吉村界人
夏美が担当する期待の新人小説家。
本宮冬子
演 - 堀未央奈
一浩と恋愛関係にある美大生。
小池
演 - 長田成哉
夏美の後輩編集者。ジェンダーレス男子。

### スタッフ
- 原作 - 山田詠美『A2Z』（講談社文庫）[3]
- 企画・プロデュース - 栗原美和子[3]
- 脚本 - 松田裕子[3]
- 音楽 - 眞鍋昭大[5]
- 劇中歌 - Crystal Kay「Start Again」「How You Feel」「Spark」「One Flight Down」[3]
- 監督 - 光野道夫[3]、城宝秀則[3]
- 製作著作 - 共同テレビ[3]

### 配信日程
| 配信回 | 配信日  | サブタイトル | 配信時間 | 監督 |
| ------ | ------- | ------------ | -------- | ---- |
| 第1話  | 2月03日 | CHAPTER 1    | 35分     |      |
| 第2話  | 2月03日 | CHAPTER 2    | 37分     |      |
| 第3話  | 2月03日 | CHAPTER 3    | 32分     |      |
| 第4話  | 2月03日 | CHAPTER 4    | 37分     |      |
| 第5話  | 2月03日 | CHAPTER 5    | 33分     |      |
| 第6話  | 2月03日 | CHAPTER 6    | 32分     |      |
| 第7話  | 2月03日 | CHAPTER 7    | 32分     |      |
| 第8話  | 2月03日 | CHAPTER 8    | 36分     |      |
| 第9話  | 2月03日 | CHAPTER 9    | 36分     |      |
| 最終話 | 2月03日 | LAST CHAPTER | 47分     |      |